# Taekwondo nos Jogos Olímpicos de Verão da Juventude de 2014
O taekwondo nos Jogos Olímpicos de Verão da Juventude de 2014 decorreu de 17 a 21 de Agosto no Centro Internacional de Exposições de Nanquim em Nanquim, China. Estiveram em disputa cinco classes de peso em cada sexo.

## Qualificação
Cada Comité Olímpico Nacional (CON) pôde participar com seis atletas, três de cada sexo. 74 lugares foram decididos no torneio de qualificação realizado em Taipei nos dias 20 e 21 de Março de 2014. Os sete melhores de cada categoria de peso e o oitavo nos eventos em que a China escolheu não participar também se qualificaram. Como anfitriã, a China pôde preencher todas as vagas a que tinha direito, mas optou por enviar apenas rapazes para as categorias de peso +73kg e moças -49 kg, -63 kg e +63 kg. Outras 20 vagas, 10 de cada sexo, foram decididas pela Comissão Tripartida.
Para poderem participar nas Olimpíadas da Juventude, os atletas têm que ter nascido entre 1 de Janeiro de 1997 e 31 de Dezembro de 1998. Além disso, todos os atletas devem possuir um certificado Kukkiwon Dan ou Poom.
| CON                                | Masculino | Masculino | Masculino | Masculino | Masculino | Feminino | Feminino | Feminino | Feminino | Feminino | Total |
| CON                                | 48 kg     | 55 kg     | 63 kg     | 73 kg     | +73 kg    | 44 kg    | 49 kg    | 55 kg    | 63 kg    | +63 kg   | Total |
| ---------------------------------- | --------- | --------- | --------- | --------- | --------- | -------- | -------- | -------- | -------- | -------- | ----- |
| AFG Afeganistão                    |           |           |           |           |           | X        |          |          |          |          | 1     |
| GER Alemanha                       | X         |           |           | X         |           | X        |          | X        |          |          | 4     |
| ARG Argentina                      | X         |           |           |           |           |          |          |          |          |          | 1     |
| AUT Áustria                        |           |           | X         |           |           |          |          |          |          |          | 1     |
| KSA Arábia Saudita                 | X         |           |           |           |           |          |          |          |          |          | 1     |
| AZE Azerbaijão                     |           |           |           | X         |           | X        | X        | X        |          |          | 4     |
| BEL Bélgica                        |           | X         |           |           |           |          | X        | X        | X        |          | 4     |
| BIH Bósnia e Herzegovina           |           |           |           |           |           |          | X        |          |          |          | 1     |
| BRA Brasil                         |           |           | X         |           |           |          |          |          |          | X        | 2     |
| CMR Camarões                       |           |           |           |           |           |          |          |          | X        |          | 1     |
| CAN Canadá                         |           |           |           | X         |           |          |          |          |          |          | 1     |
| CPV Cabo Verde                     |           |           |           |           |           |          |          |          |          | X        | 1     |
| KAZ Cazaquistão                    | X         |           |           |           |           |          |          |          |          |          | 1     |
| CHI Chile                          |           | X         |           |           |           |          |          |          |          |          | 1     |
| CHN China                          |           |           |           |           | X         |          | X        |          | X        | X        | 4     |
| COL Colômbia                       |           |           |           | X         |           |          |          |          | X        |          | 2     |
| KOR Coreia do Sul                  |           | X         |           |           |           |          |          |          |          |          | 1     |
| CIV Costa do Marfim                | X         |           |           |           |           |          |          |          |          |          | 1     |
| CRO Croácia                        |           |           |           |           |           |          |          | X        | X        |          | 2     |
| EGY Egito                          |           | X         |           | X         | X         |          |          |          | X        |          | 4     |
| ECU Equador                        |           | X         |           |           |           |          |          |          |          |          | 1     |
| SLO Eslovênia                      |           |           |           |           | X         |          |          |          |          |          | 1     |
| ESP Espanha                        |           | X         |           |           |           |          |          |          |          |          | 1     |
| USA Estados Unidos                 |           |           |           |           |           |          |          |          |          | X        | 1     |
| FRA França                         | X         |           |           |           | X         |          |          |          |          |          | 2     |
| GAB Gabão                          |           | X         |           |           |           |          |          |          |          |          | 1     |
| GBR Grã-Bretanha                   |           |           | X         |           |           | X        |          |          |          |          | 2     |
| GEQ Guiné Equatorial               |           | X         |           |           |           |          |          |          |          |          | 1     |
| YEM Iêmen                          | X         |           |           |           |           |          |          |          |          |          | 1     |
| IRI Irã                            | X         |           |           | X         |           |          |          |          | X        |          | 3     |
| ITA Itália                         |           |           |           |           |           |          |          | X        |          | X        | 2     |
| JOR Jordânia                       |           |           |           |           |           | X        |          |          | X        |          | 2     |
| LIB Líbano                         |           | X         |           |           |           |          |          |          |          |          | 1     |
| MAS Malásia                        |           |           |           |           |           |          |          |          | X        |          | 1     |
| MLI Mali                           |           |           |           |           |           |          |          | X        |          |          | 1     |
| MAR Marrocos                       |           |           |           | X         |           |          |          |          |          |          | 1     |
| MTN Mauritânia                     |           | X         |           |           |           |          |          |          |          |          | 1     |
| MEX México                         |           |           | X         |           |           | X        | X        |          |          | X        | 4     |
| MNE Montenegro                     |           |           |           |           | X         |          |          |          |          |          | 1     |
| NIG Níger                          |           | X         |           |           |           |          |          |          |          |          | 1     |
| NED Países Baixos                  | X         | X         | X         |           |           |          |          |          |          |          | 3     |
| POL Polônia                        |           |           |           |           |           |          | X        |          |          |          | 1     |
| PUR Porto Rico                     |           |           |           |           |           |          |          |          |          | X        | 1     |
| CZE Chéquia                        |           |           |           |           |           |          |          | X        |          |          | 1     |
| COD República Democrática do Congo |           |           |           |           |           |          |          | X        |          |          | 1     |
| ROU Romênia                        |           |           |           |           | X         |          |          |          |          |          | 1     |
| RUS Rússia                         |           |           | X         |           |           |          |          | X        | X        |          | 3     |
| SEN Senegal                        |           |           |           |           |           |          |          |          |          | X        | 1     |
| SRB Sérvia                         |           |           | X         |           | X         |          |          | X        |          |          | 3     |
| SWZ Essuatíni                      |           |           |           |           |           |          |          |          |          | X        | 1     |
| SUR Suriname                       |           |           | X         |           |           |          |          |          |          |          | 1     |
| SWE Suécia                         |           |           |           |           |           |          | X        |          |          |          | 1     |
| THA Tailândia                      | X         |           |           |           |           | X        |          |          |          |          | 2     |
| TPE Taipé Chinês                   | X         | X         | X         |           |           | X        | X        |          |          |          | 5     |
| TUR Turquia                        |           |           |           |           | X         |          | X        | X        |          |          | 3     |
| UKR Ucrânia                        |           |           |           | X         | X         |          |          |          |          | X        | 3     |
| UZB Uzbequistão                    |           |           |           |           |           |          |          |          |          | X        | 1     |
| VIE Vietnã                         |           |           |           |           |           | X        |          |          |          |          | 1     |
| 58 CONs                            | 11        | 13        | 9         | 8         | 9         | 9        | 9        | 11       | 10       | 11       | 100   |

## Calendário
O calendário foi publicado pelo Comité Organizador dos Jogos Olímpicos da Juventude de Nanquim.
Todos os horários são pela hora padrão chinesa (UTC+8).
| Data         | Dia da semana | Hora de início | Evento                                                                                           |
| ------------ | ------------- | -------------- | ------------------------------------------------------------------------------------------------ |
| 17 de Agosto | Domingo       | 14:00          | Pré-eliminatórias e 1/4os-final -44 kg feminino Pré-eliminatórias e 1/4os-final -48 kg masculino |
| 17 de Agosto | Domingo       | 19:00          | Meias-finaise e Finais -44 kg feminino Meias-finais e Finais -48 kg masculino                    |
| 18 de Agosto | 2ª Feira      | 14:00          | Pré-eliminatórias e 1/4os-final -49 kg feminino Pré-eliminatórias e 1/4os-final -55 kg Rapazes   |
| 18 de Agosto | 2ª Feira      | 19:00          | Meias-finaise e Finais -49 kg feminino Meias-finais e Finais -55 kg Rapazes                      |
| 19 de Agosto | 3ª Feira      | 14:00          | Pré-eliminatórias e 1/4os-final -55 kg feminino Pré-eliminatórias e 1/4os-final -63 kg Rapazes   |
| 19 de Agosto | 3ª Feira      | 19:00          | Meias-finaise e Finais -55 kg feminino Meias-finais e Finais -63 kg masculino                    |
| 20 de Agosto | 4ª Feira      | 14:00          | Pré-eliminatórias e 1/4os-final -63 kg feminino Pré-eliminatórias e 1/4os-final -73 kg masculino |
| 20 de Agosto | 4ª Feira      | 19:00          | Meias-finaise e Finais -63 kg feminino Meias-finais e Finais -73 kg masculino                    |
| 21 de Agosto | 5ª Feira      | 14:00          | Pré-eliminatórias e 1/4os-final +63 kg feminino Pré-eliminatórias e 1/4os-final +73 kg masculino |
| 21 de Agosto | 5ª Feira      | 19:00          | Meias-finaise e Finais +63 kg feminino Meias-finais e Finais +73 kg masculino                    |

## Medalhistas
Masculino
| Evento          | Ouro                          | Prata                          | Bronze                                                              |
| --------------- | ----------------------------- | ------------------------------ | ------------------------------------------------------------------- |
| –48 kg detalhes | Mahdi Eshaghi IRI Irã         | Wang Chen-yu TPE Taipé Chinês  | Daniel Chiovetta GER Alemanha Stéphane Audibert FRA França          |
| –55 kg detalhes | Huang Yu-jen TPE Taipé Chinês | Joo Dong-hun KOR Coreia do Sul | Si Mohamed Ketbi BEL Bélgica Jesús Tortosa ESP Espanha              |
| –63 kg detalhes | Edival Pontes BRA Brasil      | José Rubén Nava MEX México     | Nabil Ennadiri NED Países Baixos Christian McNeish GBR Grã-Bretanha |
| –73 kg detalhes | Said Guliyev AZE Azerbaijão   | Hamza Adnan-Karim GER Alemanha | Danial Salehimehr IRI Irã Seif Eissa EGY Egito                      |
| +73 kg detalhes | Yoann Miangué FRA França      | Denys Voronovskyy UKR Ucrânia  | Talha Bayram TUR Turquia Liu Jintao CHN China                       |

Feminino
| Evento          | Ouro                                 | Prata                            | Bronze                                                         |
| --------------- | ------------------------------------ | -------------------------------- | -------------------------------------------------------------- |
| –44 kg detalhes | Panipak Wongpattanakit THA Tailândia | Ceren Ozbek AZE Azerbaijão       | Chen Zih-ting TPE Taipé Chinês Abigail Stones GBR Grã-Bretanha |
| –49 kg detalhes | Huang Huai-hsuan TPE Taipé Chinês    | Indra Craen BEL Bélgica          | Mitzi Carrillo MEX México Zhan Tianrui CHN China               |
| –55 kg detalhes | Ivana Babić CRO Croácia              | Fatma Sarıdoğan TUR Turquia      | Tatiana Kudashova RUS Rússia Laura Roebben BEL Bélgica         |
| –63 kg detalhes | Kimia Zenoorin IRI Irã               | Yulia Turutina RUS Rússia        | Debbie Yopasa COL Colômbia Zhang Chen CHN China                |
| +63 kg detalhes | Kendall Yount USA Estados Unidos     | Umida Abdullaeva UZB Uzbequistão | Li Chen CHN China Yuliia Miiuts UKR Ucrânia                    |

## Quadro de medalhas
| Ordem | País               | Medalha de ouro | Medalha de prata | Medalha de bronze |    | Ordem por total |
| ----- | ------------------ | --------------- | ---------------- | ----------------- | -- | --------------- |
| 1     | TPE Taipé Chinês   | 2               | 1                | 1                 | 4  | 1               |
| 2     | IRI Irã            | 2               |                  | 1                 | 3  | 3               |
| 3     | AZE Azerbaijão     | 1               | 1                |                   | 2  | 5               |
| 4     | FRA França         | 1               |                  | 1                 | 2  | 5               |
| 5     | BRA Brasil         | 1               |                  |                   | 1  | 12              |
|       | CRO Croácia        | 1               |                  |                   | 1  | 12              |
|       | USA Estados Unidos | 1               |                  |                   | 1  | 12              |
|       | THA Tailândia      | 1               |                  |                   | 1  | 12              |
| 9     | BEL Bélgica        |                 | 1                | 2                 | 3  | 3               |
| 10    | GER Alemanha       |                 | 1                | 1                 | 2  | 5               |
|       | MEX México         |                 | 1                | 1                 | 2  | 5               |
|       | RUS Rússia         |                 | 1                | 1                 | 2  | 5               |
|       | TUR Turquia        |                 | 1                | 1                 | 2  | 5               |
|       | UKR Ucrânia        |                 | 1                | 1                 | 2  | 5               |
| 15    | KOR Coreia do Sul  |                 | 1                |                   | 1  | 12              |
|       | UZB Uzbequistão    |                 | 1                |                   | 1  | 12              |
| 17    | CHN China          |                 |                  | 4                 | 4  | 1               |
| 18    | GBR Grã-Bretanha   |                 |                  | 2                 | 2  | 12              |
| 19    | COL Colômbia       |                 |                  | 1                 | 1  | 12              |
|       | EGY Egito          |                 |                  | 1                 | 1  | 12              |
|       | ESP Espanha        |                 |                  | 1                 | 1  | 12              |
|       | NED Países Baixos  |                 |                  | 1                 | 1  | 12              |
| TOTAL | TOTAL              | 10              | 10               | 20                | 40 |                 |